# Franz Reinzer

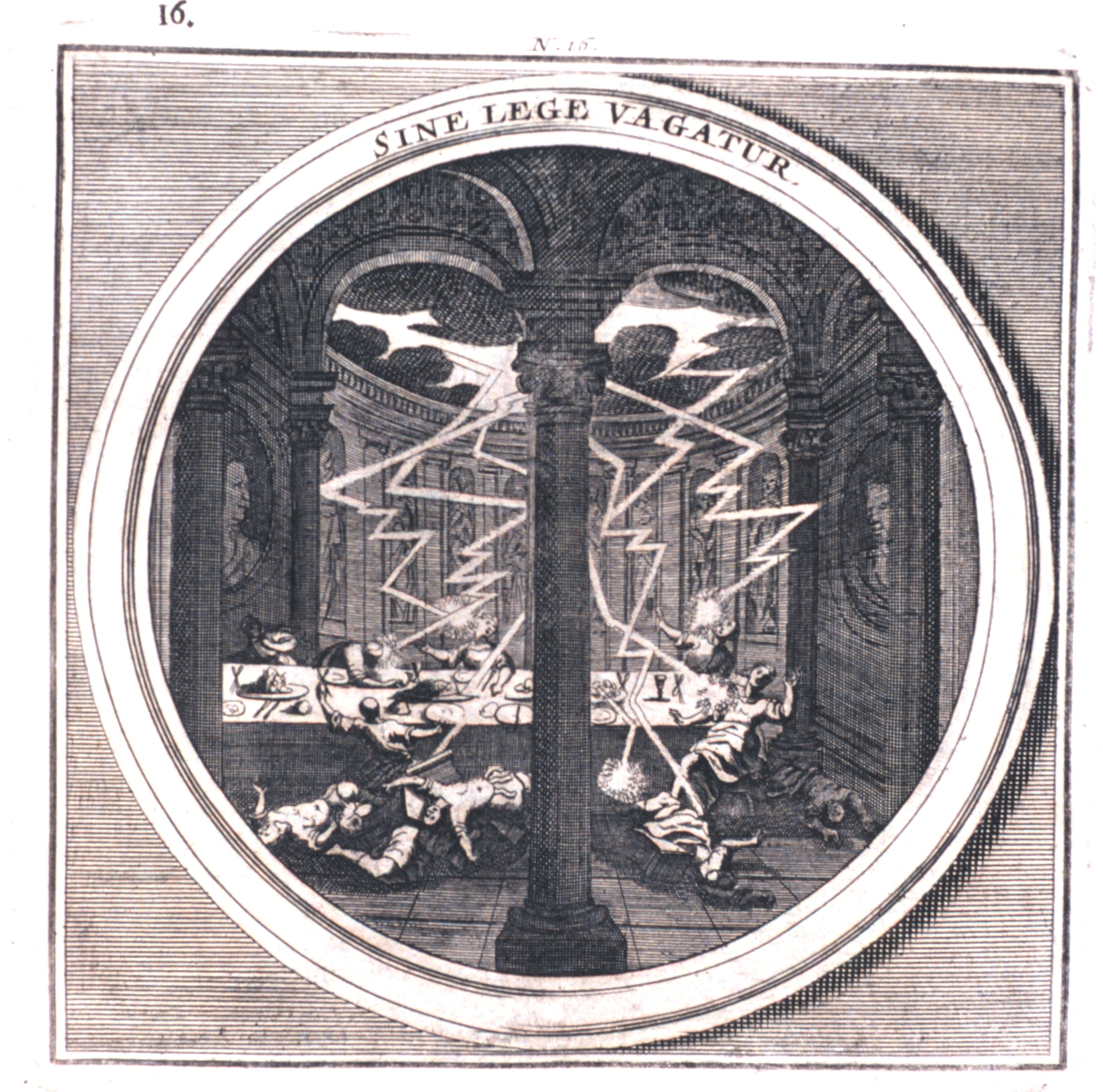
Ilustração de Wolffgangus Josephus Kadoriza em Meteorologia philosophico-politica

Franz Reinzer (1661 – 1708) foi um jesuíta austríaco, professor de retórica, filosofia e teologia em Linz, Graz, Viena e Krems. Seu Meteorologia philosophico-politica, in duodecim dissertationes per quaestiones meteorologicas & conclusiones politicas divisa, appositisque foi publicado a primeira vez em 1697. Uma terceira edição foi publicada postumamente em 1709.
Seu Meteorologia philosophico-politica é, como o título indica, um compêndio meteorológico, astrológico e político. É composto por 12 dissertações - a maioria das quais segue Athanasius Kircher. Os assuntos abordados incluem cometas, [meteoro]]s, raios, ventos, fósseis, metais, corpos na água e tesouros subterrâneos e segredos da terra. As ilustrações da edição de 1709 foram feitas por Wolffgangus Josephus Kadoriza.
Reinzer pretendia que este trabalho fosse lido pelo imperador José I do Sacro Império Romano-Germânico que, no entanto, era hostil aos jesuítas. Suas 12 dissertações são subdivididas em 84 "perguntas". Estas perguntas não apenas consideram vários fenômenos naturais, mas também a aplicação de políticas e comportamentos políticos apropriados em reação a eles. Assim, em seu exame sobre cometas, que lida com o aparecimento de todos os cometas notáveis de 1500 a 1688, Reinzer discute as agitações políticas previstas e outros eventos políticos que surgiram após ele, e pede que José I seja um governante sábio e justo.